# سيلفيا شتاينر
سيلفيا شتاينر (بالبرتغالية: Sylvia Steiner‏) هي قاضية ومحامية برازيلية، ولدت في 19 يناير 1953 في ساو باولو في البرازيل.